# Rhinoceros unicornis
Il rinoceronte indiano (Rhinoceros unicornis, Linnaeus, 1758) è un grosso mammifero perissodattilo che vive in Nepal e in Assam, in India. È confinato alle praterie di erba alta e alle foreste delle colline ai piedi dell'Himalaya. Il rinoceronte indiano può correre alla velocità di 40 km/h per brevi periodi di tempo ed è anche un buon nuotatore. Ha udito ed olfatto eccellenti, ma ha vista relativamente scarsa.

## Tassonomia
Il rinoceronte indiano fu il primo rinoceronte ad essere conosciuto dagli europei. Se Aristotele lo definì «asino selvatico», per l'animale venne poi coniato il nome Rhinoceros (dal greco rhino-naso, keros-corno, e ontos-avente, ovvero «che ha un corno sul naso»). Unicornis invece deriva dal latino (uni, uno e cornis, corno).
Il rinoceronte indiano è monotipico, il che vuol dire che non è distinto in più sottospecie. Rhinoceros unicornis fu la specie tipo della famiglia dei rinoceronti e venne classificato per la prima volta da Carolus Linnaeus nel 1758.

### Evoluzione
I rinoceronti ancestrali si separarono per la prima volta dagli altri Perissodattili nell'Eocene Inferiore. I confronti tra i vari DNA mitocondriali suggeriscono che gli antenati dei rinoceronti moderni si separarono dagli antenati degli Equidi circa 50 milioni di anni fa. La famiglia attuale, i Rinocerotidi, fece la sua prima comparsa nell'Eocene Superiore in Eurasia e gli antenati delle attuali specie di rinoceronti lasciarono l'Asia agli inizi del Miocene.
I fossili più antichi di Rhinoceros unicornis risalgono al Pleistocene Medio. Nel Pleistocene, il genere Rhinoceros era diffuso in tutta l'Asia sud-orientale e meridionale ed alcuni fossili sono stati ritrovati anche in Sri Lanka. Durante l'Olocene, alcuni rinoceronti continuarono a vivere nelle regioni occidentali, come il Gujarat ed il Pakistan, fino a 3201 anni fa.
I rinoceronti indiani e di Giava, gli unici membri del genere Rhinoceros, fecero la loro prima comparsa in Asia circa 3,3-1,6 milioni di anni fa. I dati molecolari, comunque, suggeriscono che queste specie si siano separate molto prima, intorno ad 11,7 milioni di anni fa. Nonostante appartengano al genere tipo, si ritiene che i rinoceronti indiani e di Giava non siano strettamente imparentati con le altre specie di rinoceronte. Vari studi hanno ipotizzato che siano più strettamente imparentati con l'estinto Gaindetherium o Punjabitherium. Una dettagliata analisi cladistica dei Rinocerotidi ha posto Rhinoceros e l'estinto Punjabitherium in un clado con Dicerorhinus, il rinoceronte di Sumatra. Altri studi hanno suggerito che il rinoceronte di Sumatra sia più strettamente imparentato con le due specie africane. Il rinoceronte di Sumatra può essersi separato dagli altri rinoceronti asiatici 15 milioni di anni fa.

## Descrizione

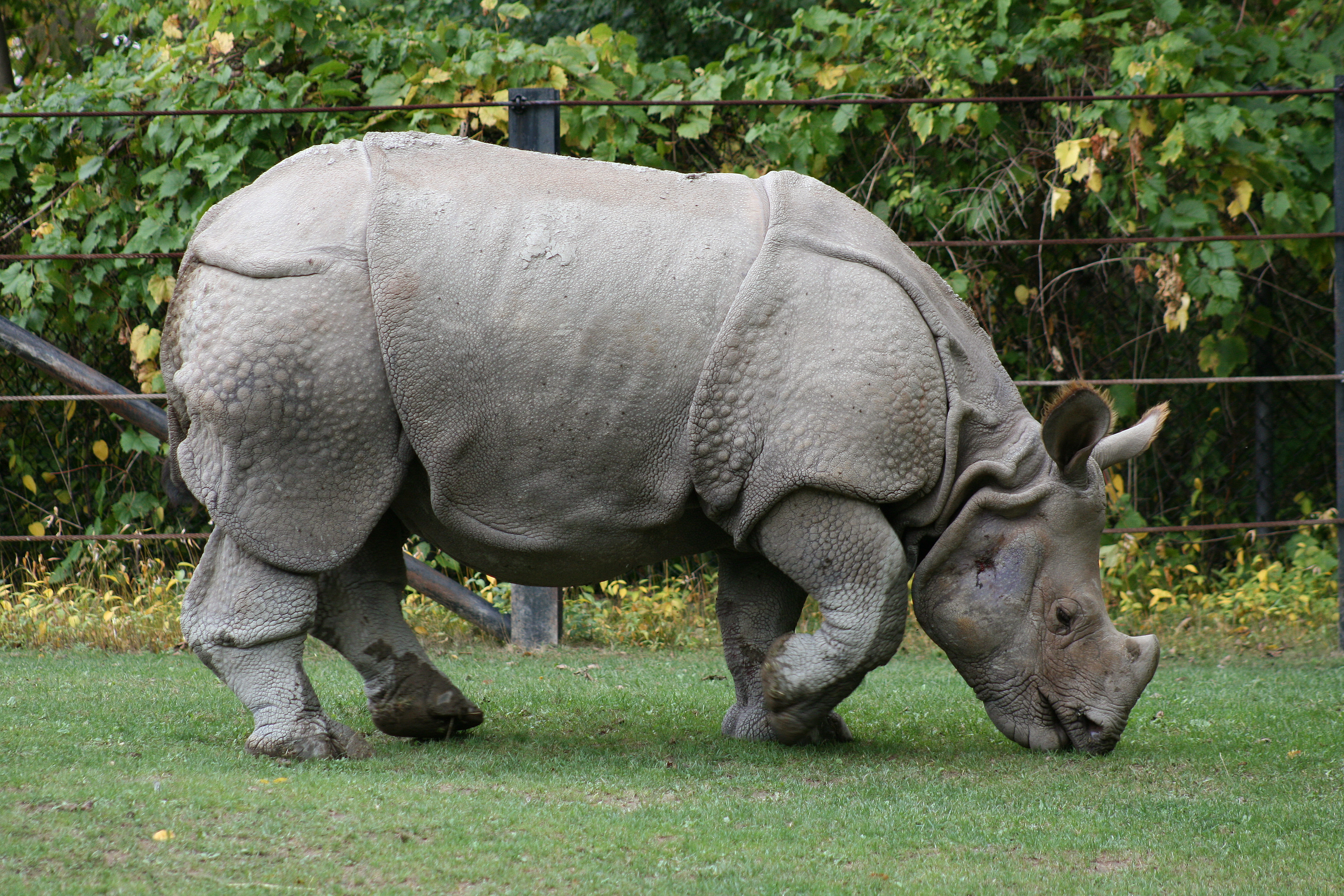
Rinoceronte indiano al Metro Toronto Zoo

Le sue dimensioni sono inferiori solo a quelle del rinoceronte bianco africano. In natura i maschi completamente sviluppati sono più grandi delle femmine, pesando 2200–2600 kg. Le femmine di rinoceronte indiano pesano circa 1600 kg. Il rinoceronte indiano è alto tra i 173 ed i 204 centimetri e può misurare 396 centimetri di lunghezza. Il record venne registrato da un esemplare dal peso di circa 3500 kg.
Il rinoceronte indiano ha un unico corno; questo è presente sia nei maschi che nelle femmine, ma non nei giovani. Il corno, come le unghie umane, è costituito da cheratina pura ed inizia a svilupparsi a circa 6 anni di età. Nella maggior parte degli adulti il corno raggiunge una lunghezza di 25 centimetri, ma sono stati registrati anche corni di 57,2 centimetri. Il corno si incurva all'indietro verso il naso. È generalmente di colore nero. Negli animali in cattività è frequentemente logorato ed è ridotto ad uno spesso moncone.

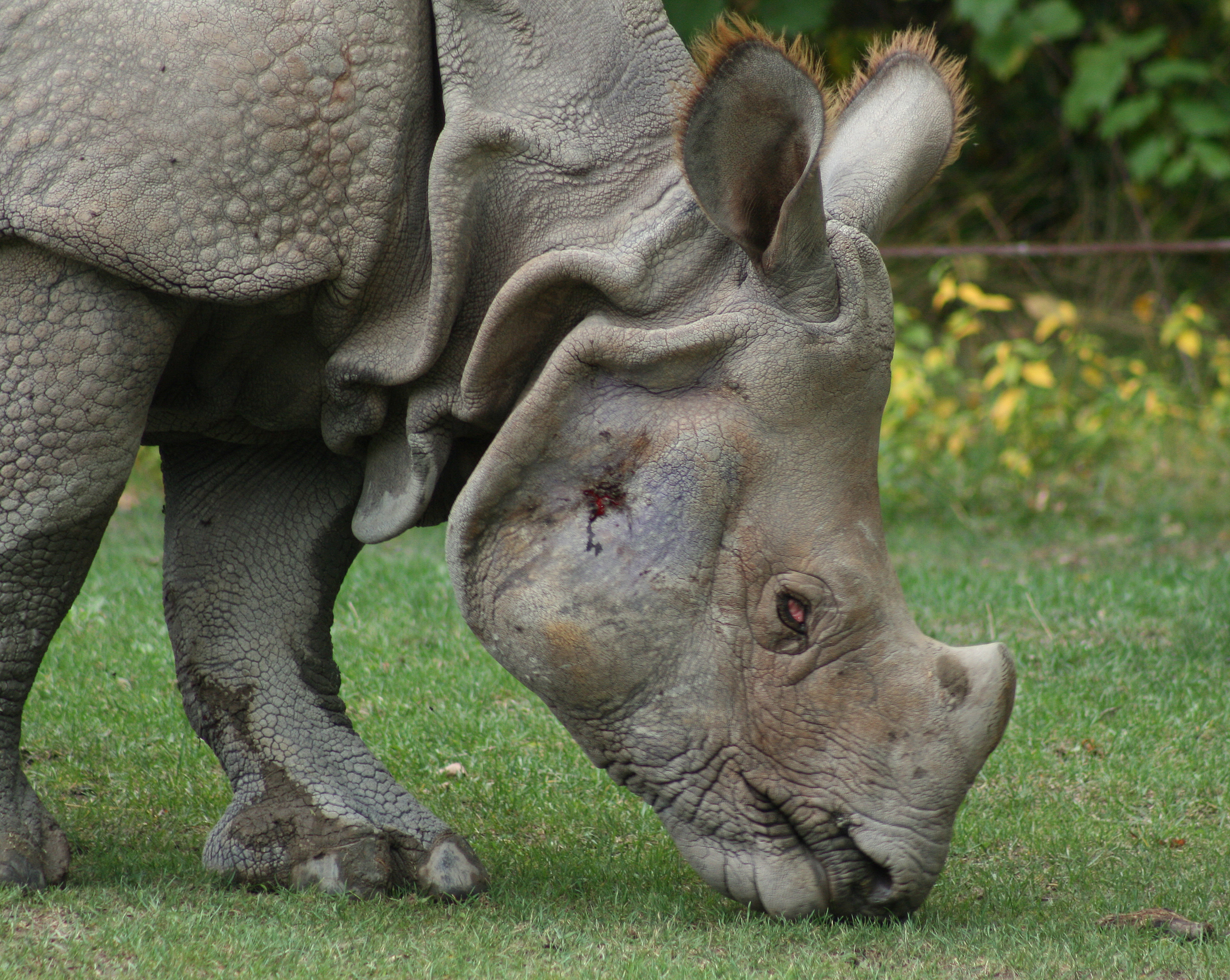
Rinoceronte indiano al Metro Toronto Zoo

Questi rinoceronti dall'aspetto preistorico hanno una spessa pelle di colore bruno-argento che diventa rosacea nei pressi delle grandi pieghe che ricoprono il corpo. I maschi sviluppano spesse pieghe sul collo. Gli arti anteriori e la schiena sono ricoperti da escrescenze simili a verruche. Hanno pochissimi peli, a esclusione delle ciglia, delle orecchie e dei ciuffi sulla coda.
In cattività, quattro esemplari sono vissuti più di 40 anni e un esemplare ha raggiunto i 47.

## Comportamento

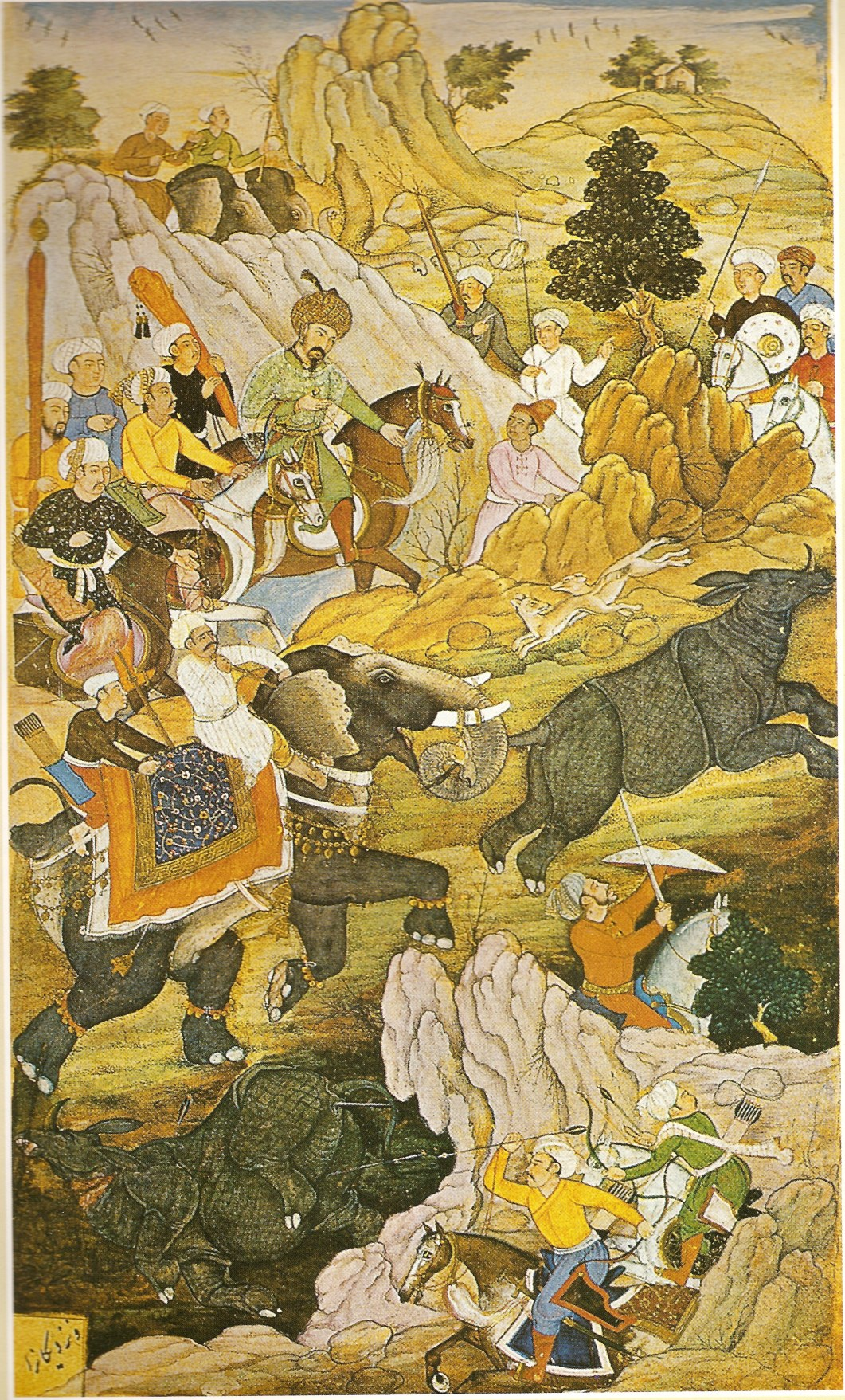
L'imperatore moghul Babur a caccia di rinoceronti

Questi rinoceronti vivono nelle praterie e nelle foreste rivierasche, ma a causa della distruzione dell'habitat in molte zone sono costretti a vivere su terreni coltivati. Sono mammiferi soprattutto solitari, a eccezione delle madri con i piccoli e delle coppie riproduttive, nonostante talvolta si riuniscano nelle aree dove fanno il bagno. Sono territoriali; il territorio di un maschio si estende solitamente per 2-8 chilometri quadrati e si sovrappone a quello di altri esemplari. I maschi dominanti tollerano che altri maschi si spostino sul proprio territorio al di fuori della stagione degli amori, quando ingaggiano tra di loro pericolosi combattimenti. Sono attivi di notte e di primo mattino. Trascorrono il pomeriggio sguazzando in laghi, fiumi, stagni e pozzanghere per rinfrescarsi. Sono nuotatori estremamente capaci. Sono stati registrati più di 10 tipi di vocalizzi.
A eccezione delle tigri, i rinoceronti indiani hanno pochi nemici naturali. Le tigri uccidono talvolta i piccoli incustoditi, ma grazie alle loro dimensioni i rinoceronti adulti sono meno vulnerabili. Comunque in alcuni casi sono state predate delle femmine adulte. L'unica vera minaccia per questi animali è l'uomo, che caccia i rinoceronti soprattutto per divertimento o per utilizzarne il corno. Alcune specie di storni e di ardeidi si nutrono di invertebrati sulla pelle dei rinoceronti e sul terreno intorno ai loro piedi. È noto che questi rinoceronti siano punti dalle mosche Tabanus, un tipo di mosca cavallina. I rinoceronti sono inoltre vulnerabili alle malattie diffuse dai parassiti, come sanguisughe, zecche e nematodi. Sappiamo inoltre che questi colossi vengono colpiti dall'antrace e dalla setticemia, una malattia del sangue.

### Alimentazione
Il rinoceronte indiano è un pascolatore. La sua dieta è costituita quasi interamente da erba, ma si nutre anche di foglie, ramoscelli di alberi e arbusti, frutta e piante acquatiche sommerse e galleggianti.
Si nutre durante la mattina e la sera. Il rinoceronte utilizza il suo labbro prensile per afferrare i fili d'erba, piegarli verso il basso, strapparne l'estremità e inghiottirli. Con erbe molto alte o con alberelli, il rinoceronte spesso cammina sulla pianta, piegandola con le zampe o con entrambi i fianchi, utilizzando il peso del suo corpo per portare l'apice della pianta a livello della bocca. Le madri utilizzano inoltre questa tecnica per rendere raggiungibile il cibo ai propri piccoli. Quando bevono inghiottono acqua per uno o due minuti alla volta; spesso bevono anche acqua mista ad urina di altri rinoceronti.

### Vita sociale
I rinoceronti indiani formano una vasta gamma di raggruppamenti sociali. I maschi adulti sono generalmente solitari, ad eccezione di quando si accoppiano o combattono. Le femmine adulte, quando non hanno piccoli, sono invece molto più solitarie. La madre rimane vicine ai propri figli per almeno quattro anni e talvolta permette al figlio maggiore di continuare ad accompagnarla anche dopo la nascita del nuovo arrivato. I maschi subadulti e le femmine formano raggruppamenti consistenti. Ai margini del territorio di un maschio dominante spesso si formano gruppi formati da due o tre giovani maschi, presumibilmente per trovare sicurezza nel numero. Le giovani femmine sono un po' meno socievoli dei maschi. I rinoceronti indiani formano anche raggruppamenti temporanei a breve termine, soprattutto quando la foresta viene allagata durante la stagione dei monsoni e nelle praterie tra marzo e aprile. Gruppi composti perfino da 10 rinoceronti - generalmente un maschio dominante con femmine e piccoli, ma nessun maschio subadulto - possono riunirsi insieme nelle pozze d'acqua.

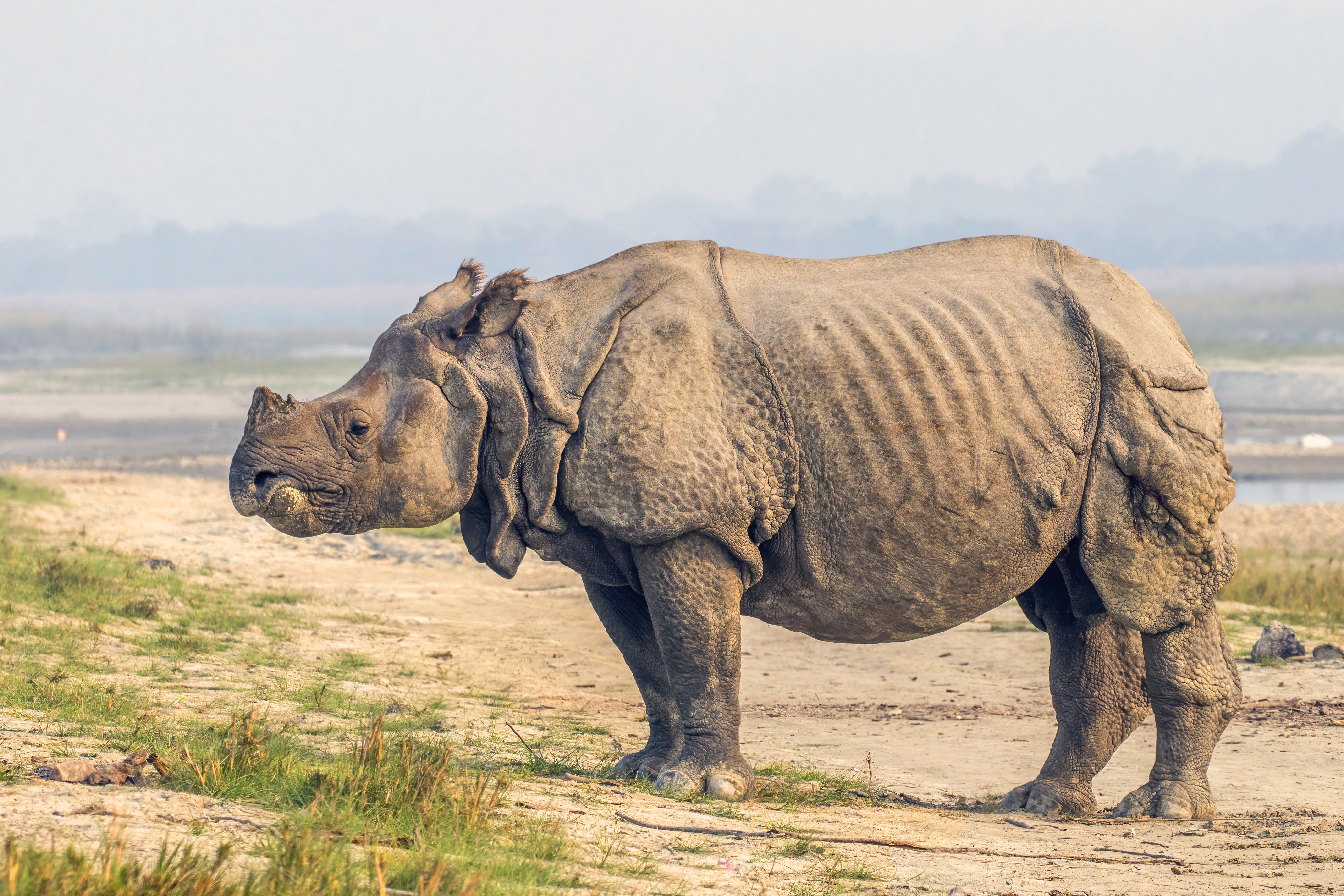
Rinoceronte indiano, Parco nazionale di Chitwan, Nepal

I rinoceronti indiani emettono una vasta gamma di vocalizzi. Sono state identificate almeno dieci distinte vocalizzazioni: grugniti, suoni simili ad un clacson, belati, ruggiti, squittii affannosi, muggiti, suoni acuti, gemiti, brontolii e sbuffi. Oltre ai rumori, il rinoceronte utilizza la comunicazione olfattiva. Spesso, quando vengono disturbati dagli osservatori, i maschi adulti urinano dietro di sé perfino a 3-4 metri di distanza. Come tutti i rinoceronti, il rinoceronte indiano spesso defeca nei pressi di altre grandi pile di escrementi. Sulle piante dei piedi il rinoceronte indiano ha delle ghiandole secretrici che vengono usate per segnare la propria presenza in queste latrine. Alcuni maschi sono stati osservati camminare con la testa rivolta al suolo ad annusare, presumibilmente per seguire l'odore delle femmine.
Nelle aggregazioni, i rinoceronti indiani sono spesso amichevoli. Spesso si salutano facendo cenni con la testa o dondolandola qua e là, arrampicandosi a vicenda sui fianchi, strofinando insieme i nasi o leccandosi. Talvolta combattono per gioco, rincorrendosi e giocando con ramoscelli tenuti in bocca. I maschi adulti sono sempre i primi a voler combattere. I combattimenti tra maschi dominanti sono la causa più comune di mortalità per questi rinoceronti e durante il corteggiamento i maschi possono essere molto aggressivi anche nei riguardi delle femmine, cacciandole via per lunghe distanze e perfino ingaggiando con loro combattimenti faccia a faccia. Diversamente dai rinoceronti africani, il rinoceronte indiano combatte con gli incisivi, piuttosto che con il corno.

### Riproduzione

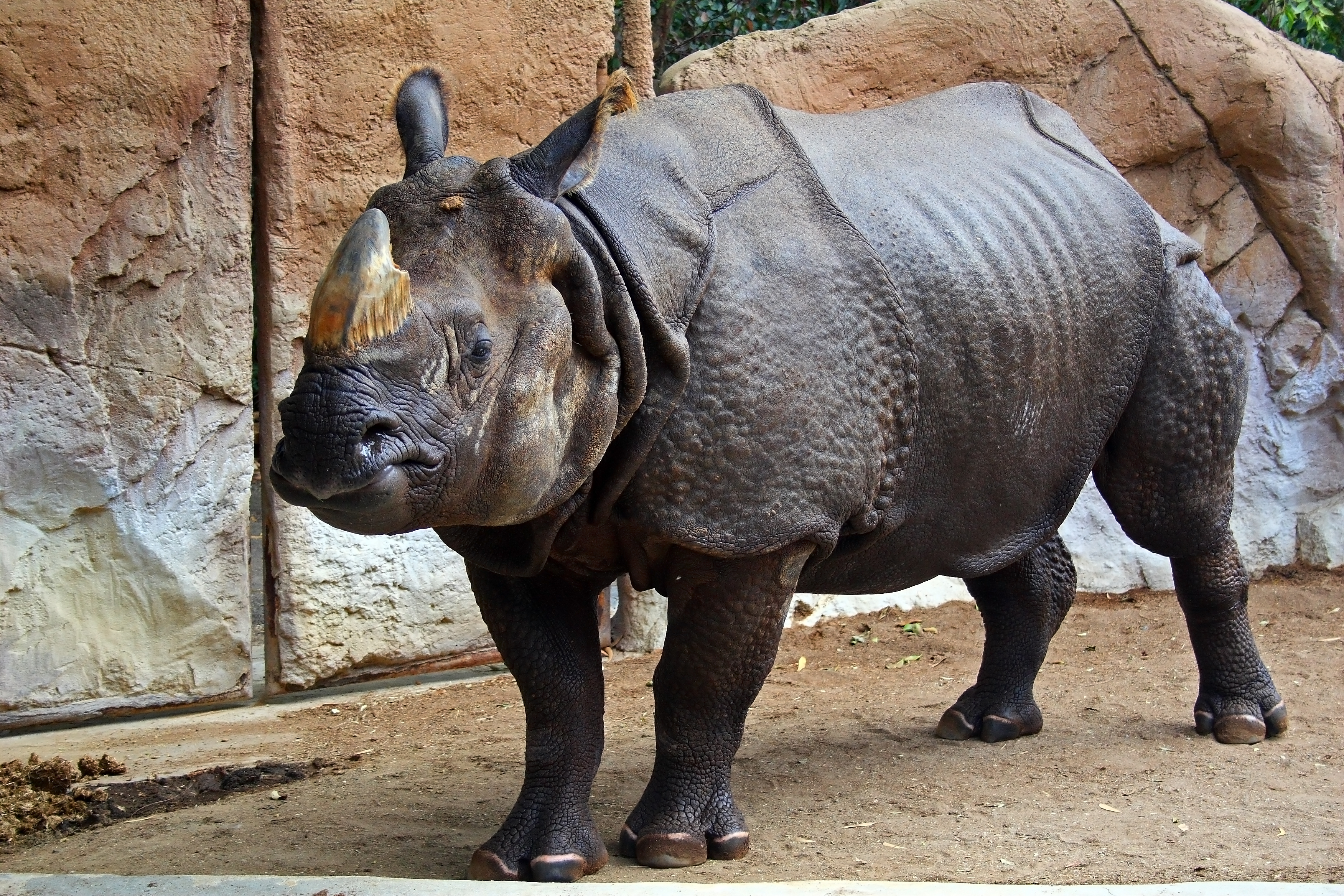
Rinoceronte indiano allo Zoo di San Diego, California, USA

Negli zoo, le femmine iniziano ad accoppiarsi all'età di quattro anni, ma in natura non lo fanno solitamente prima di aver raggiunto i sei anni. Forse ciò riflette il fatto che in natura le femmine hanno bisogno di essere abbastanza grandi per evitare di essere uccise dai maschi aggressivi. Il rinoceronte indiano ha un periodo di gestazione molto lento: circa 15,7 mesi. L'intervallo tra una nascita e l'altra è di 34–51 mesi. In cattività, i maschi diventano sessualmente maturi all'età di cinque anni, ma in natura possono accoppiarsi solo i maschi dominanti e quindi i giovani non possono sperare di ottenere il predominio fino a che non saranno più vecchi e più grossi. Nel corso di uno studio durato cinque anni, l'unico rinoceronte che fu visto accoppiarsi non era più giovane di 15 anni.

## Areale
Questi rinoceronti un tempo vivevano in un'area che andava dal Pakistan fino alla Birmania e al Bangladesh e talvolta si spingevano perfino in Cina, ma a causa dell'influenza umana il loro areale si è molto ridotto ed ora ne rimangono solamente piccole popolazioni in India nord-orientale e in Nepal.

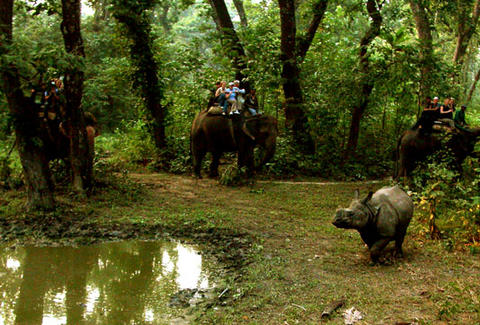
Nel Parco Nazionale di Royal Chitwan vengono organizzati safari a dorso d'elefante per mostrare ai turisti il rinoceronte indiano

Riguardo all'abbondanza in passato di questa specie, Thomas C. Jerdon scrisse nel 1874 in Mammals of India:
(Jerdon, T. C. 1874, The mammals of India.)

## Popolazione e minacce
Nel XIX e agli inizi del XX secolo il rinoceronte indiano era cacciato in gran numero. Testimonianze della metà del XIX secolo affermano che alcuni ufficiali militari nell'Assam uccisero ciascuno più di 200 rinoceronti. Agli inizi del Novecento, gli ufficiali coloniali iniziarono a preoccuparsi della diminuzione del loro numero. Nel 1908 a Kaziranga, una delle zone preferite dai rinoceronti, la popolazione era scesa a soli 12 esemplari. Solo nel 1910, comunque, ne venne proibita la caccia in India.

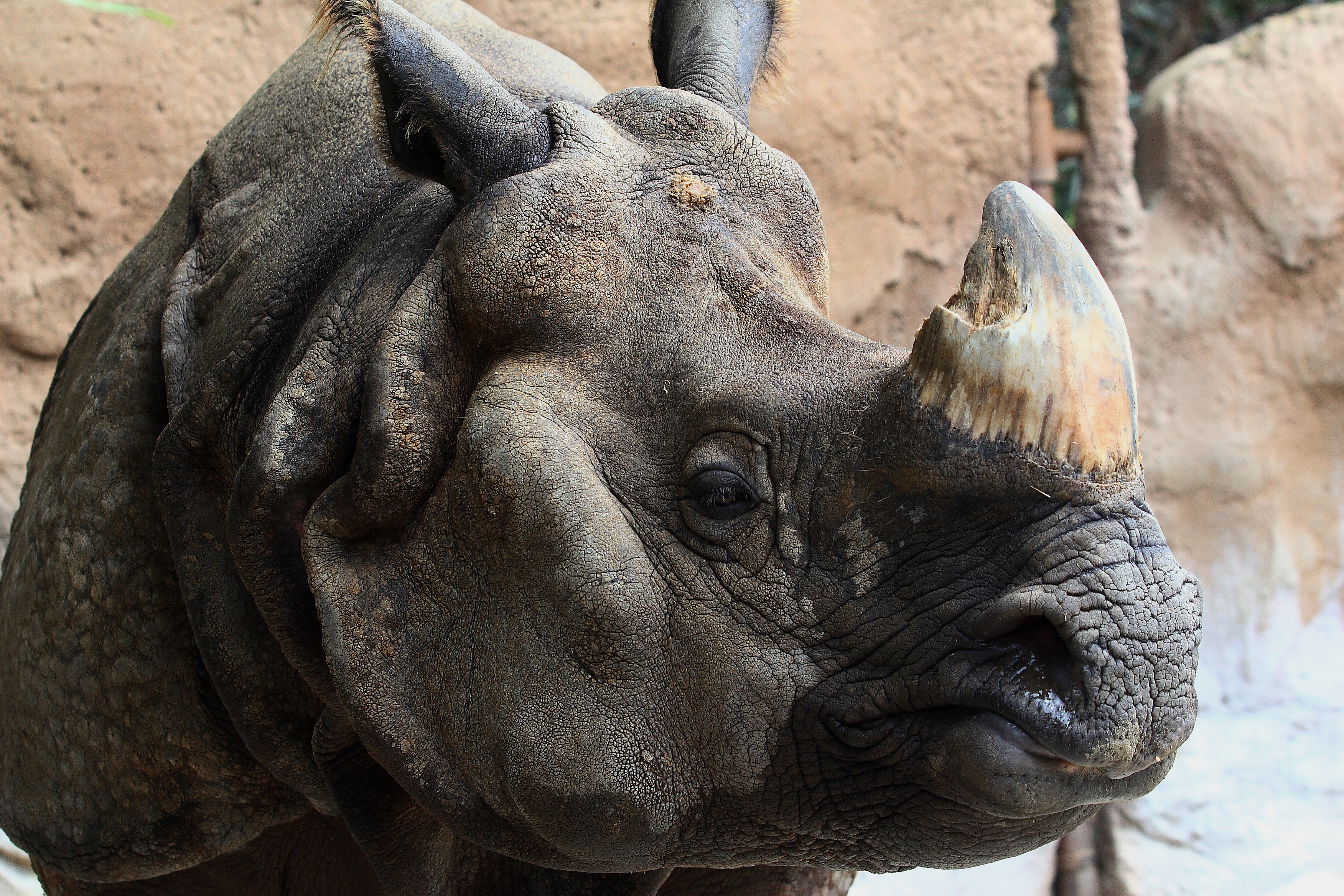

Questo rinoceronte è quello che si è ripreso meglio dalle condizioni critiche in cui si trovava. A partire dai 100 esemplari rimasti agli inizi del Novecento la sua popolazione è notevolmente aumentata, sebbene sia ancora minacciato.
Il rinoceronte indiano viene cacciato illegalmente per il suo corno, ritenuto curativo e apportatore di vigore da alcuni popoli dell'Asia orientale e che talvolta viene inoltre utilizzato nella medicina tradizionale cinese e in altre medicine orientali. Un'altra minaccia alla sua sopravvivenza è la distruzione dell'habitat. In natura ne rimangono meno di 2500 esemplari e la specie è minacciata.
I governi indiano e nepalese, grazie alla collaborazione del Fondo Mondiale per la Natura (WWF), hanno fatto notevoli passi avanti riguardo alla conservazione del rinoceronte indiano. Gli unici rifugi rimasti per questo colosso sono, in Assam, i parchi nazionali di Kaziranga, di Manas e di Orang, le riserve forestali di Pobitora (dove si incontra la maggiore densità di rinoceronti al mondo) e di Laokhowa (anche se in numero ridottissimo) e, in Nepal, il Parco nazionale reale di Chitwan.

### Andamento demografico della popolazione diRhinoceros unicornis
| Numero di rinoceronti indiani a partire dal 1910 | Numero di rinoceronti indiani a partire dal 1910 | Numero di rinoceronti indiani a partire dal 1910 | Numero di rinoceronti indiani a partire dal 1910 |
| Anno                                             | Totale                                           | India                                            | Nepal                                            |
| ------------------------------------------------ | ------------------------------------------------ | ------------------------------------------------ | ------------------------------------------------ |
| 1910                                             | 100                                              |                                                  |                                                  |
| 1952                                             | 350                                              | 300                                              | 50                                               |
| 1958                                             | 700                                              | 400                                              | 300                                              |
| 1963                                             | 600                                              |                                                  |                                                  |
| 1964                                             | 625                                              | 440                                              | 185                                              |
| 1966                                             | 740                                              | 575                                              | 165                                              |
| 1968                                             | 680                                              |                                                  |                                                  |
| 1971                                             | 630                                              |                                                  |                                                  |
| 1983                                             | 1000                                             |                                                  |                                                  |
| 1984                                             | 1500                                             |                                                  |                                                  |
| 1986                                             | 1711                                             | 1334                                             | 377                                              |
| 1987                                             | 1700                                             |                                                  |                                                  |
| 1990                                             | 1700                                             |                                                  |                                                  |
| 1994                                             | 1900                                             |                                                  |                                                  |
| 1995                                             | 2135                                             | 1600                                             | 535                                              |
| 1997                                             | 2095                                             |                                                  |                                                  |
| 1998                                             | 2100                                             |                                                  |                                                  |
| 2000                                             | 2500                                             |                                                  |                                                  |
| 2002                                             | 2500                                             |                                                  |                                                  |
| 2005                                             | 2400                                             |                                                  |                                                  |

## In cattività
I rinoceronti indiani sono stati talvolta addomesticati ed allevati nei circhi, ma rimangono comunque animali pericolosi e imprevedibili. Inizialmente fu molto difficile farli riprodurre in cattività. Il primo caso conosciuto di nascita di un rinoceronte in cattività avvenne a Kathmandu nel 1826, ma per vedere un'altra nascita in cattività bisognerà aspettare quasi 100 anni, quando nel 1925 ne nacque un altro a Calcutta. In Europa nessun rinoceronte si riprodusse con successo fino al 1956, ma nella seconda metà del XX secolo gli zoo iniziarono a specializzarsi nella riproduzione di questi colossi. Così, dal 1983, sono nati in cattività quasi 40 rinoceronti indiani. Oggi abbiamo un programma di accoppiamenti incrociati affermato fra gli zoo europei il cui coordinatore è lo zoo di Basilea (2017-EAZA).

## Nella cultura di massa

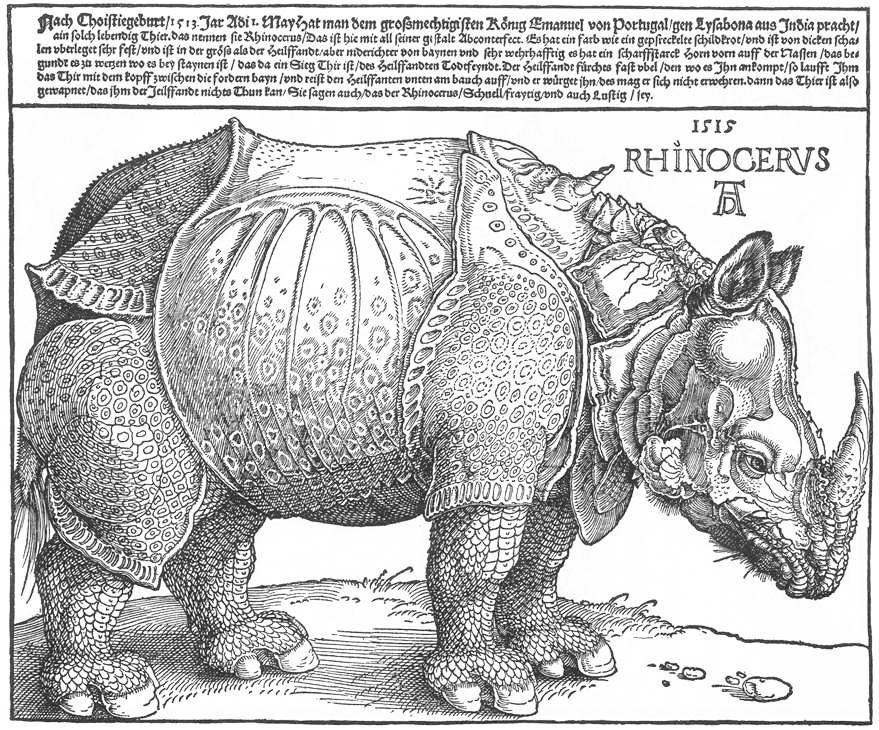
Il Rinoceronte
Albrecht Dürer, 1515
incisione xilografica su legno (tecnica del camaieu),
24,8 × 31,7 cm

Il rinoceronte indiano fu il primo rinoceronte a essere largamente conosciuto al di fuori dell'areale di origine. Il primo rinoceronte a raggiungere l'Europa in tempi moderni arrivò a Lisbona il 20 maggio 1515. Il re Manuele I del Portogallo progettò di inviarlo a papa Leone X, ma il rinoceronte morì in un naufragio a Portovenere. 
Prima di morire, comunque, un artista sconosciuto eseguì degli schizzi di questo rinoceronte. L'artista tedesco Albrecht Dürer vide gli schizzi, lesse le descrizioni e creò una xilografia del rinoceronte, nota in seguito come il Rinoceronte di Dürer. Nonostante il disegno presentasse alcune inesattezze anatomiche (ad esempio il piccolo corno sulla schiena), il suo schizzo divenne per secoli l'immagine duratura del rinoceronte nella cultura occidentale.